# Фигурки Акамбаро

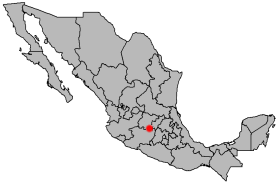
Акамбаро на карте Мексики

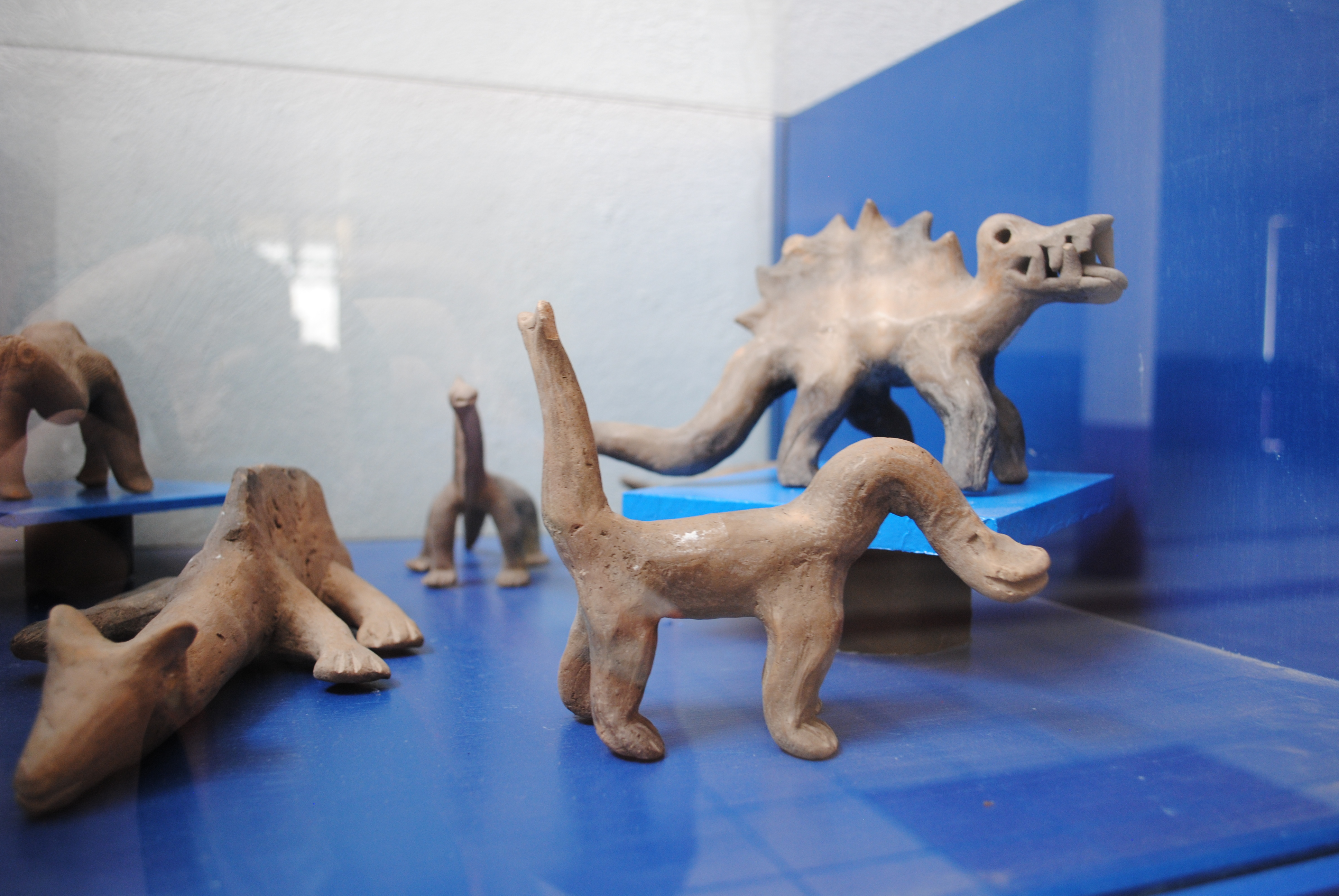
Коллекция Вальдемара Юльсруда

«Фигу́рки Ака́мбаро» — коллекция из более чем 33 тысяч миниатюрных глиняных статуэток, изображающих людей и вымерших животных, в частности динозавров. Собрана археологом-любителем Вальдемаром Юльсрудом (Waldemar Julsrud), который утверждал, что нашёл их первые экземпляры в 1945 году во время раскопок близ Акамбаро в Мексике. В ходе научных исследований установлено современное (не ранее 1930-х годов) происхождение этих «неуместных артефактов».

## История обнаружения

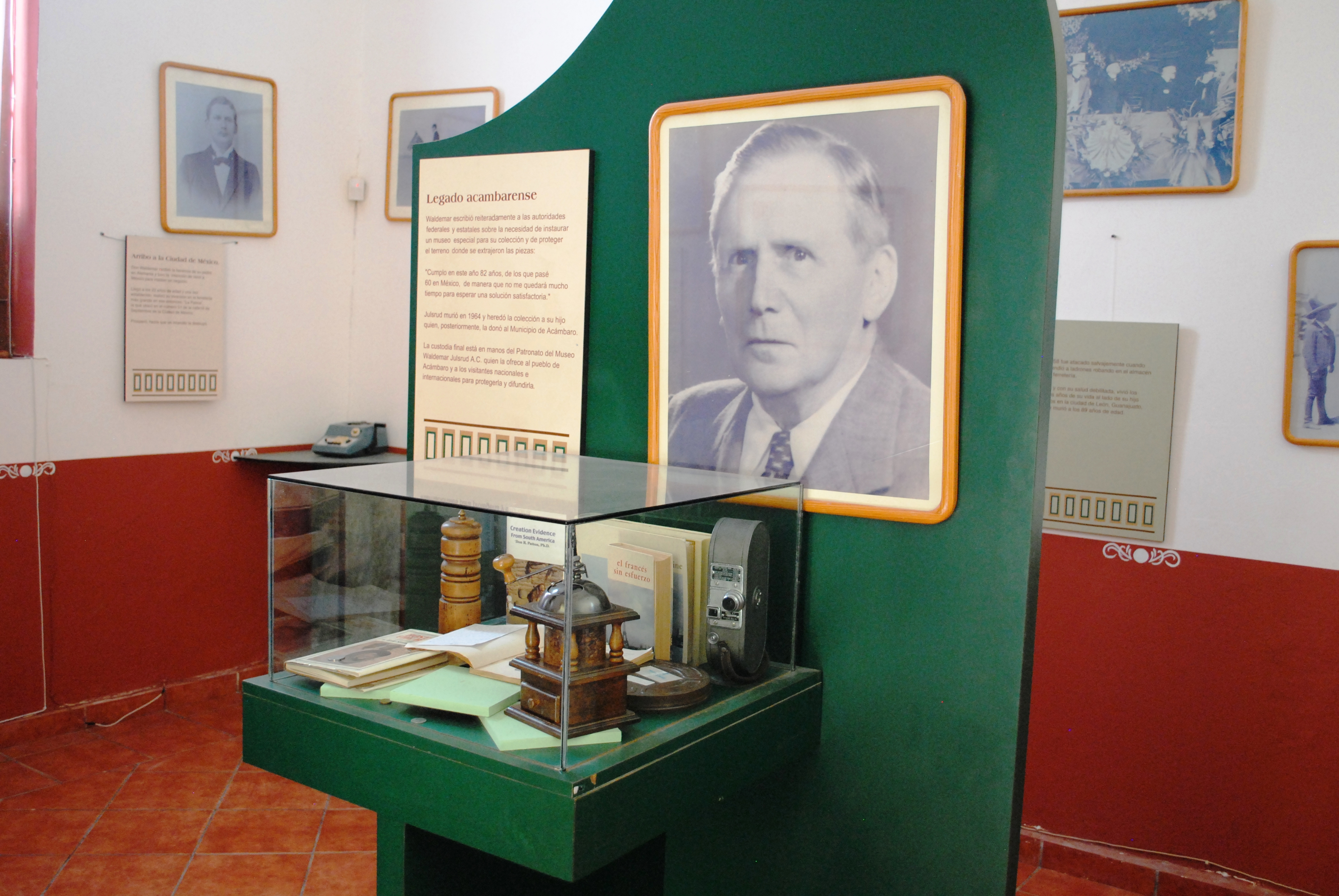
Материалы о Вальдемаре Юльсруде в музее Акамбаро

В 1945 году Вальдемар Юльсруд — торговец скобяными изделиями и немецкий иммигрант, увлекавшийся мексиканской археологией, проезжал верхом в предместьях Акамбаро. По его утверждению, у подножья горы эль Торо, он случайно нашёл несколько обтёсанных камней, фрагментов керамики и небольшую глиняную статуэтку, лежавшую в размытой земле.
Ранее, в 1923 году, Юльсруд участвовал в раскопках древней культуры Чупикуаро. Место раскопок находилось всего в пятнадцати километрах от места находки, поэтому он и предположил, что найденное также имеет отношение к культуре Чупикуаро.
Вальдемар Юльсруд заинтересовался подобранной статуэткой. По его словам, дальнейшие поиски и раскопки местных крестьян, у которых он начал скупать фигурки по 1 песо (в то время около 10 центов США), позволили составить небольшую коллекцию из этих предметов. Однако среди фигурок обнаружились вымершие животные, включая динозавров. Поэтому стало ясно — предположение о культуре Чупикуаро крайне сомнительно.
Также утверждается, что подобные статуэтки обнаружились и на другой окраине города Акамбаро, у горы Эль-Чиво. А общее количество подобных предметов к настоящему моменту, по разным данным, оценивается от 33 до 37 тысяч.

## Описание коллекции

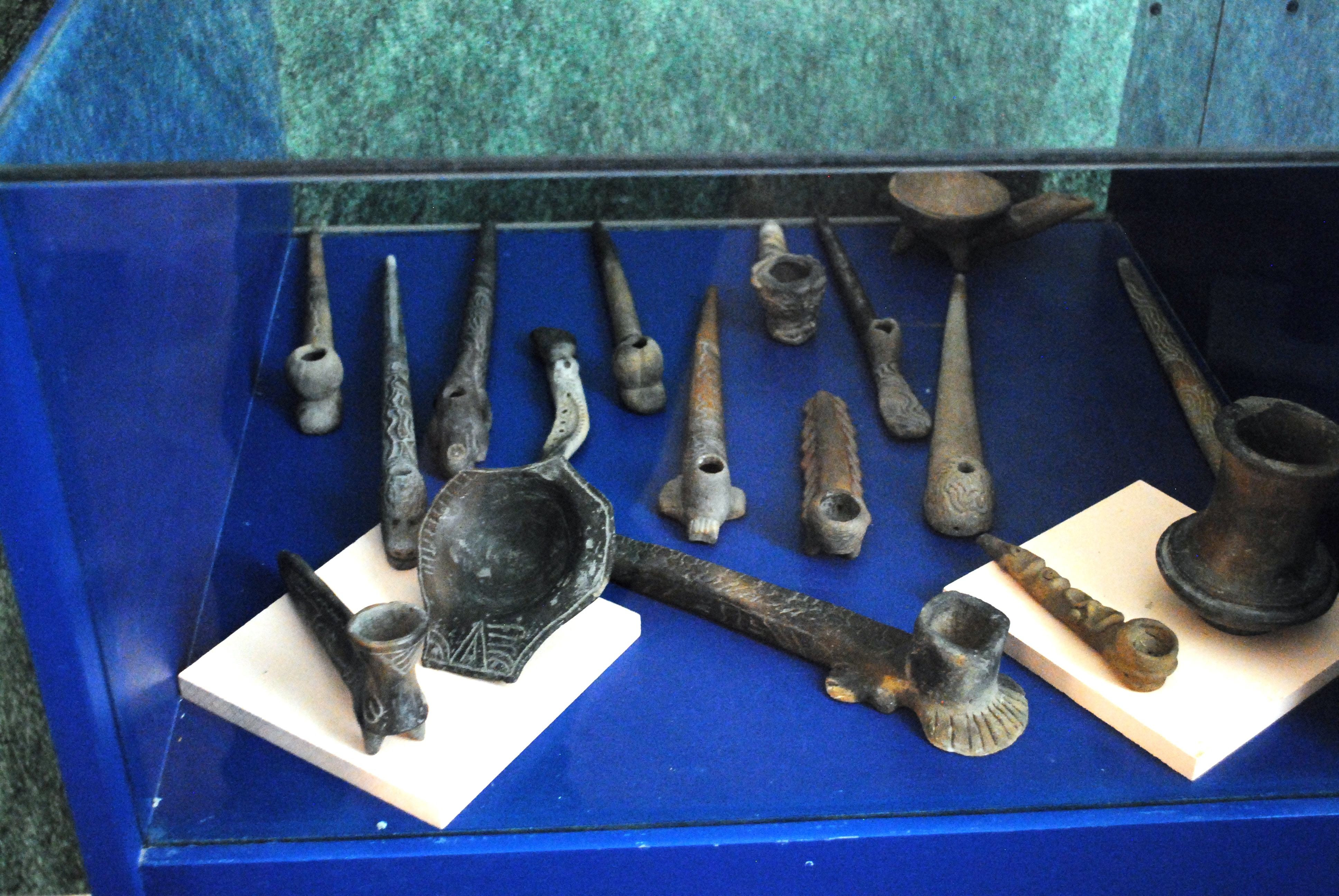
Курительные трубки из коллекции Вальдемара Юльсруда

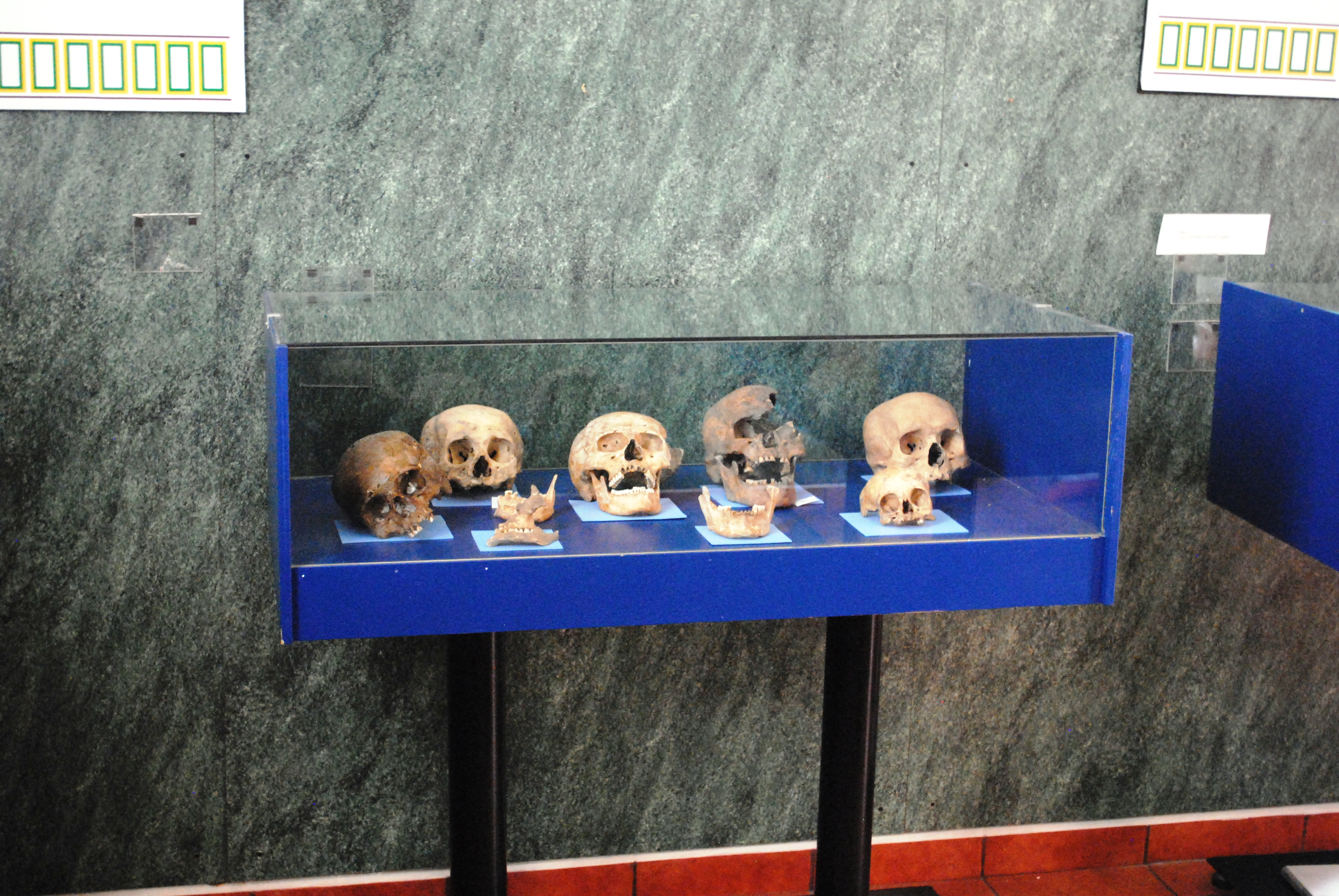
Человеческие черепа из коллекции Вальдемара Юльсруда

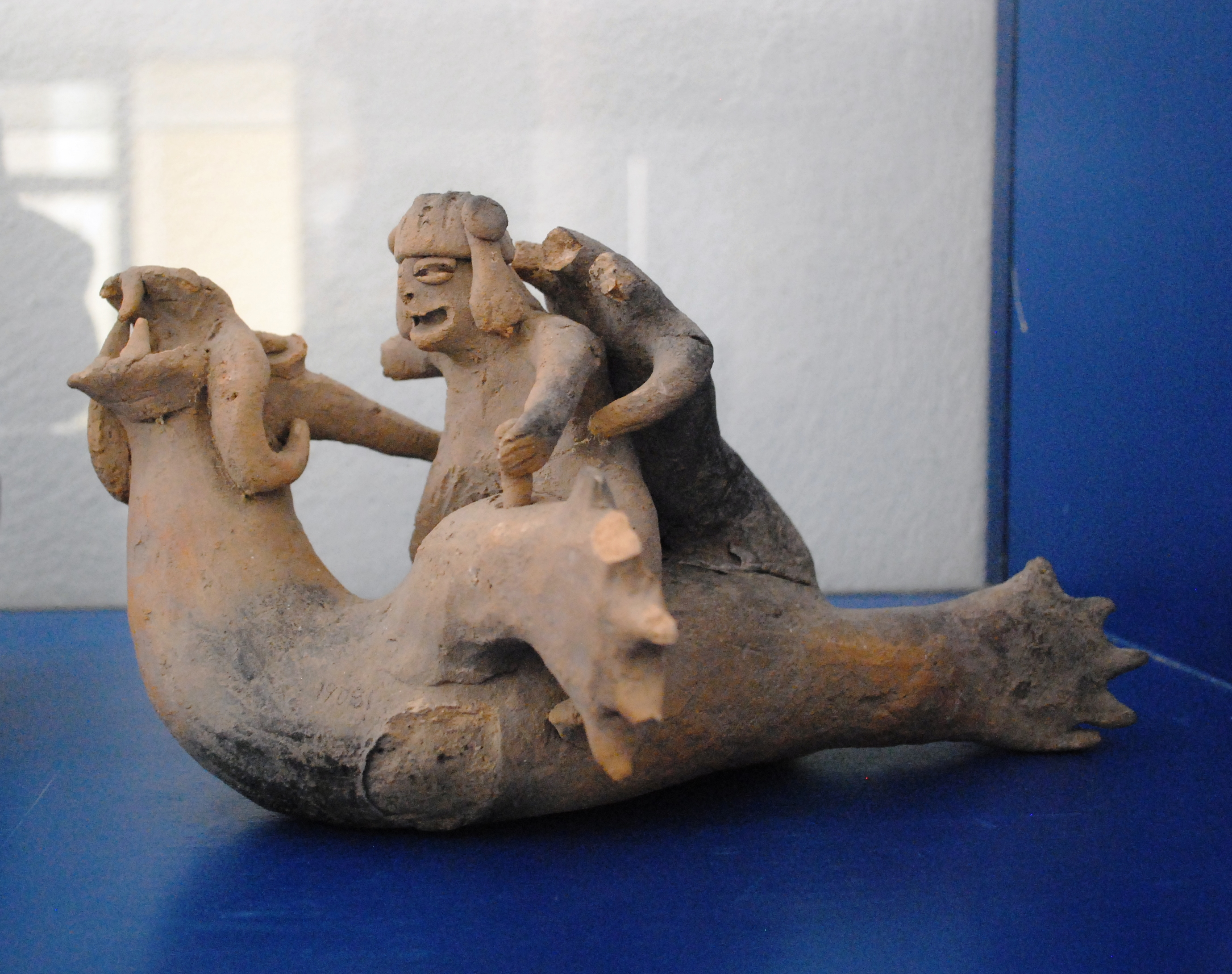
Коллекция Вальдемара Юльсруда

Собрание Юльсруда включает не только статуэтки. Оно также содержит выполненные из обсидиана и нефрита музыкальные инструменты и маски. Кроме того, при раскопках было найдено несколько черепов людей, зубы лошади ледникового периода и скелет мамонта. Что касается коллекции статуэток — самой объёмной части собрания, то интересно, что ни один из предметов не повторяется. Фигурки преимущественно выполнены из различной глины, обожжённой на открытом огне, а некоторая часть изготовлена из камня. Их размеры лежат примерно в диапазоне от десяти сантиметров до полутора метров.
Общей чертой всех статуэток является точно схваченная пластика движения.
Большая часть экспонатов представляла собой изображения людей, относящихся к разным расам, — полинезийцев, негроидов, монголоидов, европеоидов (в том числе с бородами) и т. п. Причём в фигурках людей сквозит мягкий юмор и снисходительность к их слабостям.
Более двух с половиной тысяч фигурок изображали различных существ, принимаемых за динозавров и других доисторических животных, в том числе похожих на игуанодона, тираннозавра, брахиозавра, анкилозавра, плезиозавра, птеранодона и т. п. Было и множество неизвестных видов, например что-то вроде крылатых драконов. Значительно число фигурок, являющихся общими изображениями людей с этими существами. Такие своего рода бытовые зарисовки показывали широкую гамму взаимодействия — от охоты друг на друга до одомашнивания.
В существенно меньшем объёме были представлены фигурки, напоминающие вымерших млекопитающих — лошадь ледникового периода, шерстистый носорог, гигантские обезьяны плейстоценового периода и тому подобное.

## Научные исследования
Анализ фигурок, проведённый археологом Чарльзом Ди Песо, показал, что фигурки имеют современное происхождение. Ди Песо заметил, что поверхности фигурок были почти новыми и не имели черт, характерных для глиняных предметов, пробывших в земле по меньшей мере 1500 лет. На поверхности фигурок не было ни царапин, ни патины, характерных для древних глиняных предметов из этой местности. Также на фигурках нет повреждений, которые иногда делают люди, выкапывающие археологические находки. Если у фигурок отсутствовали какие-либо части, то было хорошо заметно, что это сделано их изготовителем, для того чтобы создать впечатление их древности. Ди Песо также отмечал, что все фигурки были найдены в грязи, заполнившей недавно вырытые ямы в местах раскопок, в то время как, например, аутентичные артефакты культуры Тараско были извлечены из породы. По заключению Ди Песо, фигурки изготовлялись местными жителями с начала 1940-х годов с целью получения прибыли. Идеи об облике фигурок они брали из фильмов, комиксов, библиотечных книг, а также, возможно, на основе впечатлений от посещения музеев в Мехико.
Кроме того, отмечаются следующие аргументы современного происхождения фигурок:
- Если статуэтки динозавров действительно лепились с натуры, почему там не найдены окаменелости этой натуры[13]?
- Почему ни в одной из известных мексиканских культур нет упоминаний о динозаврах[13]?
- Если динозавры были ещё сравнительно недавно, в чём причина их бесследного исчезновения[13]?

### Датировка
Первые попытки анализа фигурок Акамбаро с помощью термолюминесценции показали, что их возраст около 2500 лет до н. э. Однако эти исследования проводились, когда сам метод датировки только развивался, и позднейшие исследования показали, что результат первых анализов был следствием ошибки. Например, Гари Кариво и Марк Хан попытались датировать 20 фигурок, используя термолюминесцентное датирование. Они установили, что фигурки были обожжены при температуре от 450 °С до 650 °С, и показали, что использование в расчётах при проведении анализа ныне стандартных высоких температур приводит к неправильным результатам. Проведя более корректный анализ, они определили, что возраст фигурок не превышает 30 лет со времени проведения анализа в 1969 году.
В 2009 году была предпринята попытка датировки фигурок в изотопном центре при кафедре геологии и геоэкологии Российского государственного педагогического университета им. А.И.Герцена, которая оказалась неудачной из-за небольшого количества предоставленного материала.

## Мнения сторонников древности фигурок Акамбаро
Мнения сторонников древности фигурок Акамбаро подробно изложены в книге исследовавшего их профессора Чарльза Хэпгуда. Среди них следующие аргументы:
- Все глиняные фигурки прошли открытый обжиг. Для этого необходима древесина, которая на современном этапе в засушливом районе Акамбаро является крайне дорогой[7].
- В момент своего появления фигурки Акамбаро продавались по слишком низкой цене (около 10 центов США[9]), что, как утверждается, не окупало затраты на их производство.
- Утверждается, что коллекция Юльсруда включает значительное число фигурок из камня, причём все они несут следы эрозии, что подделке не поддаётся[7][16].

## Музей Вальдемара Юльсруда

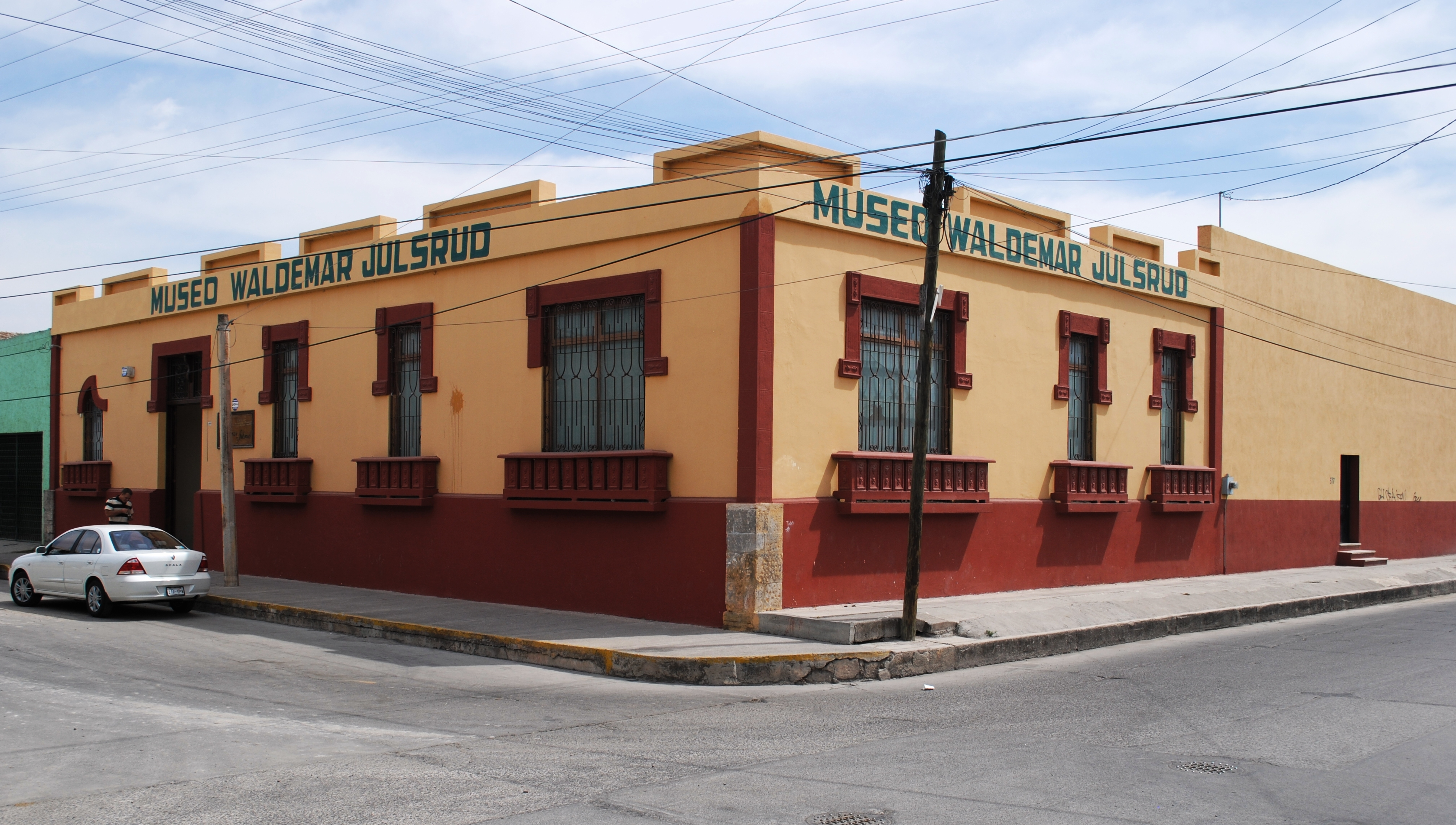
Музей Вальдемара Юльсруда в Акамбаро. 2013 г.

В 1964 году Вальдемар Юльсруд скончался, а его дом был продан. Коллекция фигурок, упакованная в ящики, была помещена в здание мэрии Акамбаро. В 1999 году обнаружилась пропажа значительной части артефактов. Следствием скандала явилась организация и открытие 9 октября 2000 г. музея Вальдемара Юльсруда в выделенном для него отдельном небольшом строении. В настоящее время скромная часть коллекции демонстрируется здесь в качестве постоянной экспозиции.